# Georg Busse
Georg Busse (ur. 22 stycznia 1871 w Tupadłach w Wielkopolsce, zm. 24 stycznia 1945 na trasie Czarnków–Margonin) – niemiecki prawnik i działacz polityczny związany z Wielkopolską, poseł do Landtagu pruskiego (1908–1918), senator I, II i III kadencji (1922–1935).

## Życiorys
Urodził się w rodzinie niemieckich właścicieli ziemskich. Studiował prawo w Lipsku, Jenie i Wrocławiu, po czym pracował jako asesor sądowy. W latach 1900–1918 zasiadał w sejmiku powiatowym w Szubinie, był jednocześnie posłem do pruskiego Landtagu w Berlinie (1908–1918). Po traktacie wersalskim pozostał w Wielkopolsce działając na rzecz niemieckiej mniejszości narodowej. Sprawował mandat senatora I, II i III kadencji wybieranego w województwie poznańskim. Zasiadał w Niemieckim Klubie Parlamentarnym. 
W czasie II wojny światowej zajmował się hodowlą bydła. W styczniu 1945 został zamordowany przez jednostkę Armii Czerwonej na szosie Czerników–Margolin.